# ハサウェイ・ノア
- 機動戦士Ζガンダム > 機動戦士Ζガンダムの登場人物 > ハサウェイ・ノア
- 機動戦士ガンダム 逆襲のシャア > 機動戦士ガンダム 逆襲のシャアの登場人物 > ハサウェイ・ノア
- 機動戦士ガンダム 閃光のハサウェイ > ハサウェイ・ノア

ハサウェイ・ノア（Hathaway Noa, U.C.0080年以降 - 0105年）は、アニメ作品群『ガンダムシリーズ』のうち、宇宙世紀を舞台とした作品に登場する架空の人物。
『機動戦士ガンダム 閃光のハサウェイ』では主人公として登場する。

## 人物
ブライト・ノアとミライ・ノアの長子。妹はチェーミン・ノア。
第二次ネオ・ジオン抗争時にパイロットとして戦場へ出た経験を持ち、このとき13歳ながらニュータイプとしての素養や、MS操縦技術の才覚の片鱗を見せている。

## 劇中での活躍
漫画『機動戦士ガンダム THE ORIGIN』において
特別編「アルテイシア0083」にてカイ・シデンとミライの対面シーンで登場しているが、まだ乳児であり、以下の映像作品とは年齢設定が異なっている。

### グリプス戦役（『機動戦士Ζガンダム』）
7歳。宇宙世紀0087年、母ミライに連れられ妹チェーミンとともにホンコンへと渡り、そこにアウドムラで到着したアムロ・レイと出会う。しかしその直後、アウドムラを追ってホンコンに到着したベン・ウッダーに拉致され、アウドムラのクルーを脅迫するための人質とされてしまう。また、チェーミンと遊んでいる時に、フォウ・ムラサメと出会っている。
父ブライトが宇宙のアーガマに行っていて不在だったが、父ブライトの戦友でありホンコン滞在中であったアムロとハヤトとカミーユの手で妹チェーミンと母ミライと共に救出される。
アムロは当時22歳だったが、アムロのことを「アムロおじさん」と呼んでいる。
妹のチェーミンと共にグライダーのおもちゃで遊ぶ普通の子供であった。

### 第二次ネオ・ジオン抗争（『機動戦士ガンダム 逆襲のシャア』）
13歳。宇宙世紀0093年、シャア・アズナブルの地球寒冷化作戦を受けて、ミライやチェーミンと宇宙に上がって父親のブライトと合流しようとしたが、政治特権で割り込んだ政府高官のアデナウアー・パラヤとその娘クェス・パラヤのせいでシャトルに乗れなくなってしまう。
だが、直前にアデナウアーの愛人が同行を拒否したことから、空いた一席をノア一家に譲渡。ミライは息子の成長を期してシャトルに乗せ、ブライトと再会したハサウェイは、行動を共にするクェスに好意を抱く。その後、アムロ・レイとクェスと3人でロンデニオンをドライブしている際にシャアと遭遇。シャアの言葉に惹かれたクェスを追うため、ラー・カイラムに密航。ブライトの鉄拳で「修正」され、アムロに引き止められても、何としてもクェスを取り戻したいハサウェイは自分もMSで戦う覚悟はあると譲らず、乗艦を許可される。
艦内ではほぼ軟禁状態にあったハサウェイだが、戦闘が激化したため、ブライトの指示で遺書をしたため、ブリッジにいることを許される。しかし、周囲への敵意に満ち、戦場の全ての生死を感じて苦しむクェスを感じ、いてもたってもいられないハサウェイは、ジェガンを強奪して出撃。
発艦直後にはふいに現れたギラ・ドーガを頭部バルカン砲で撃墜し、α・アジールに取りつき、クェスを説得するも失敗。そこにハサウェイを追ってきたチェーン・アギの乗るリ・ガズィが現れる。チェーンに説得されてもα・アジールから離れなかったハサウェイをかばう形で、リ・ガズィが放った1発のグレネードの直撃で、クェスは戦死。それに逆上して錯乱状態となったハサウェイはリ・ガズィを撃墜し、チェーンを殺害。チェーンの思惟を吸収したサイコフレームのサンプルから大きな光が発散していく。
皮肉にも、近隣宙域でその光を目にした連邦軍88艦隊が戦域への集結しはじめ、ネオ・ジオン軍のMSさえもアクシズ落下阻止を果たそうとするが、取り返しのつかない人の死を体験したハサウェイは、アクシズが巨大な光の虹の中で地球落下軌道から離れていく光景を放心状態で泣きながら見送るのだった。
小説『逆襲のシャア ベルトーチカ・チルドレン』において
ジェガンに搭乗し、戦場に飛び出すところまでは共通しているが、アムロを殺そうとするクェスを目撃して放ったビームライフルの一射が偶然コクピットに直撃し、彼女を殺害してしまう。
OVA『GUNDAM EVOLVE 5 RX-93 ν GUNDAM』において
富野由悠季自身が、映画版にのっとる必要はないというコンセプトで書き下ろしたこの短編では、チェーンが登場せずクェスも死亡しない。
ジェガンでα・アジールの前に立ち塞がるものの、説得を聞き入れないクェスのバルカン砲で大破したジェガンごと戦域外へ飛ばされる。
その様子からハサウェイが死んだと思い込んだクェスは錯乱し、説得にやってきたアムロをも拒絶するが、優しく諭すハサウェイの思念に安堵したクェスが、α・アジールの武装を放棄してハサウェイを迎えに行くところで物語は締めくくられる。

### 第二次ネオ・ジオン抗争終結後
無断で機体を持ち出した軍規違反で処されるはずだったが、ハサウェイ本人曰く「父に迷惑をかけた」ものの戦勝によるどさくさに紛れ、「訓練もしていない身で」「1機撃墜」の記録を残して不問にされ、短いながらも軍役を経る。
小説『機動戦士ガンダム 閃光のハサウェイ』において
小説『ベルトーチカ・チルドレン』から連なる小説版では撃墜した敵機がα・アジールとなっている。ジェガンの無断搭乗の軍規違反で裁判にかけられたハサウェイは、敵の大型MA撃墜の戦果と戦勝ムードが影響して無罪となり、一連の件は軍の公報にまで載せられることとなった。

漫画『機動戦士ガンダムUC 虹にのれなかった男』において
戦闘終結後、ロンド・ベル隊によって収容。
ラー・カイラムのクルーの温情と、収容したジェガンは電装系が故障してフライト・レコーダーが機能しなかったので戦闘記録が残っていない。また、ハサウェイ自身もクェスの死とチェーン殺害のショックにより、ジェガンのコクピット内で立ち直れない状態となる。
その後ブライトが査問会にかけられた際には、MSの無断搭乗による軍規違反を犯したハサウェイにも嫌疑がかけられることとなるが、アクシズ・ショックの隠蔽工作にブライトが同意したことで訴追を免れている。

### マフティー動乱（『機動戦士ガンダム 閃光のハサウェイ』）
小説版『機動戦士ガンダム 逆襲のシャア ベルトーチカ・チルドレン』から連なる設定であり、主人公はシャアの反乱後に鬱病を治療したハサウェイ。
シャアの反乱終結後、クェス・パラヤを自らの手で殺めた罪に苦しむハサウェイは「植物監査官候補」として地球に降下。生まれ故郷の地球の環境と、不法居住者で恋人であるケリア・デースとの巡り合わせは鬱病の治療には良い方向に働いていた。
シャアの反乱の終末で、クェスを含めた多くの人々が敵も味方もなく地球を守るため火に焼かれながら死んでいった少年時代の経験は、彼に「個人と組織の人の問題」を学ばせ、シャア・アズナブルの経歴を学ばせるに至った。そして、「人類を産んだ地球を滅亡させてはならない。保全すべきだ」というシャアの思想を知り、共感するようになっていった。
そんな中、アマダ・マンサン教授が住むスラウェシ島を実習のために訪れた際、インチキ医者を自称するクワック・サルヴァーから、マフティーの組織の存在と不法地球居住者を時には虐殺し、ある時には宇宙に強制的に送り出すマンハンターの活動内容を教えられ、地球を特権階級のみで独占しようとする連邦がさらに1億の人間を移住させる気であることを知る。
クワックの精悍さはパイロットとしての資質を刺激するには充分であったが、どこかきな臭いことを考えている彼を怪しげに思いながらも、現実を黙視できないハサウェイは恋人のケリアと共にマフティーに参加。1年が経つ頃には組織中枢の戦闘員として表向きのリーダーへと上り詰める。
宇宙世紀0105年、アデレードの地球連邦閣僚会議では、地球を一部の特権階級が私物化できる法案の可決を阻止すべく、ミノフスキークラフト搭載型モビルスーツ「Ξガンダム」を駆って襲撃。しかし、その前に互いに友として認めあったケネス・スレッグ率いるキルケー部隊が立ち塞がる。
持ち前の卓越したパイロット能力でΞガンダムの性能を最大限まで引き出し、ペーネロペーと互角以上に渡り合って追い詰めるが、地上へ設置されたビーム・バリアーまで誘導され、Ξガンダムは機能を停止。コクピット内のビーム・バリアーは発動したものの、全身火傷と打撲を負って収監されたハサウェイが目覚めたのは4日後のことだった。
そして、ブライトに代わり責任を負ったケネスの指揮でマフティーとして銃殺刑を執行される際には、「地球を守る、健やかな精神」を未来の人類が持つことを信じ、その可能性に希望を託す。

## 搭乗機
- RGM-89 ジェガン
- Me02R メッサー
- RX-105 Ξガンダム

## 担当声優
- 花中康子[注 3]（テレビアニメ『機動戦士Ζガンダム』）
- 佐々木望（劇場アニメ『機動戦士ガンダム 逆襲のシャア』、『機動戦士ガンダム 閃光のハサウェイ』客演ゲーム作品〈原作小説版名義〉）
- 小野賢章（劇場アニメ『機動戦士ガンダム 閃光のハサウェイ』[4]、『機動戦士ガンダム 閃光のハサウェイ』客演ゲーム作品〈劇場アニメ版名義〉）

『閃光のハサウェイ』がアニメ化される以前のゲームでは、佐々木望が『逆襲のシャア』と『閃光のハサウェイ』の両設定で声を担当していた。『閃光のハサウェイ』がアニメ化されて以降は、アニメ設定で小野が声を担当している。『機動戦士ガンダム U.C. ENGAGE』『機動戦士ガンダム アーセナルベース』などのゲーム作品では、『逆襲のシャア』設定は佐々木、『閃光のハサウェイ』設定では小野と、キャストが分けられている。